# Sebastopol, Mauritius
Sebastopol är en ort i Mauritius.   Den ligger i distriktet Flacq, i den sydvästra delen av landet, 24 km sydost om huvudstaden Port Louis. Sebastopol ligger 204 meter över havet och antalet invånare är 5 745. Den ligger på ön Mauritius.
Terrängen runt Sebastopol är kuperad åt sydost, men åt nordväst är den platt. Terrängen runt Sebastopol sluttar österut.  Närmaste större samhälle är Curepipe, 17,6 km väster om Sebastopol. I omgivningarna runt Sebastopol växer i huvudsak städsegrön lövskog.